# 余振中
余振中（1925年3月—2014年4月30日），曾用名余康健，男，浙江余姚人，中华人民共和国政治人物，曾任民建河北省委主委，河北省政协副主席，第六、七、八届全国政协委员。